# Claude-Sixte Sautreau de Marsy
Pour les articles homonymes, voir Sixte.
Claude-Sixte Sautreau de Marsy, né en 1740 à Paris où il est mort le 8 mai 1815 ou le 5 août 1815, est un homme de lettres et journaliste français.

## Biographie
Esprit cultivé et homme de goût, Claude-Sixte Sautreau de Marsy rendit service aux lettres en fondant l’Almanach des Muses. Il est également l’auteur de nombreuses compilations.
Il est rédacteur au Journal des Dames en 1765, aux côtés de Joseph Mathon de la Cour, sous la direction de Catherine de Maisonneuve.
Outre l’Almanach des Muses (Paris, 1765-1789, 24 vol. in-8°), recueil de pièces fugitives qui fut continué jusqu’en 1820 par Vigée, on cite de lui : Nouvelle anthologie française depuis Marot (Paris, 1769-1787, 2 vol. in-12) ; Recueil des meilleurs contes en vers (1774, 1784, 2 vol. in-8°) ; Petit chansonnier français (1778 et suiv., 3 vol. in-8°) ; Annales poétiques, depuis l’origine de la poésie française, avec Imbert (1778-1788,-10, vol. in-16) ; Pièces échappées aux seize premiers almanachs des Muses (1781, in-12) ; Poésies satiriques du XVIIIe siècle (Londres, 1782, 2 vol. in-18) ; Tablettes d’un curieux, ou Variétés historiques, littéraires et morales (Paris, 1789, 2 vol. in-12) ; le Nouveau Siècle de Louis XIV, avec François Noël (1793, 4 vol. in-8°), recueil de pièces satiriques.
Il a donné des articles à l'Année littéraire et à plusieurs journaux littéraires ; il a édité les Œuvres choisies de Dorat (Paris, 1786, 3 vol. in-12), les Mémoires secrets sur les règnes de Louis XIV et de Louis XV, par Duclos (Paris, 1790, 2 vol. in-8° ; les Lettres de Madame de Maintenon (Paris, 1800, 6 vol. in-12), etc.

## Publications
- Almanach des muses. 1765-1833, Paris, Delalain, 1766-1833

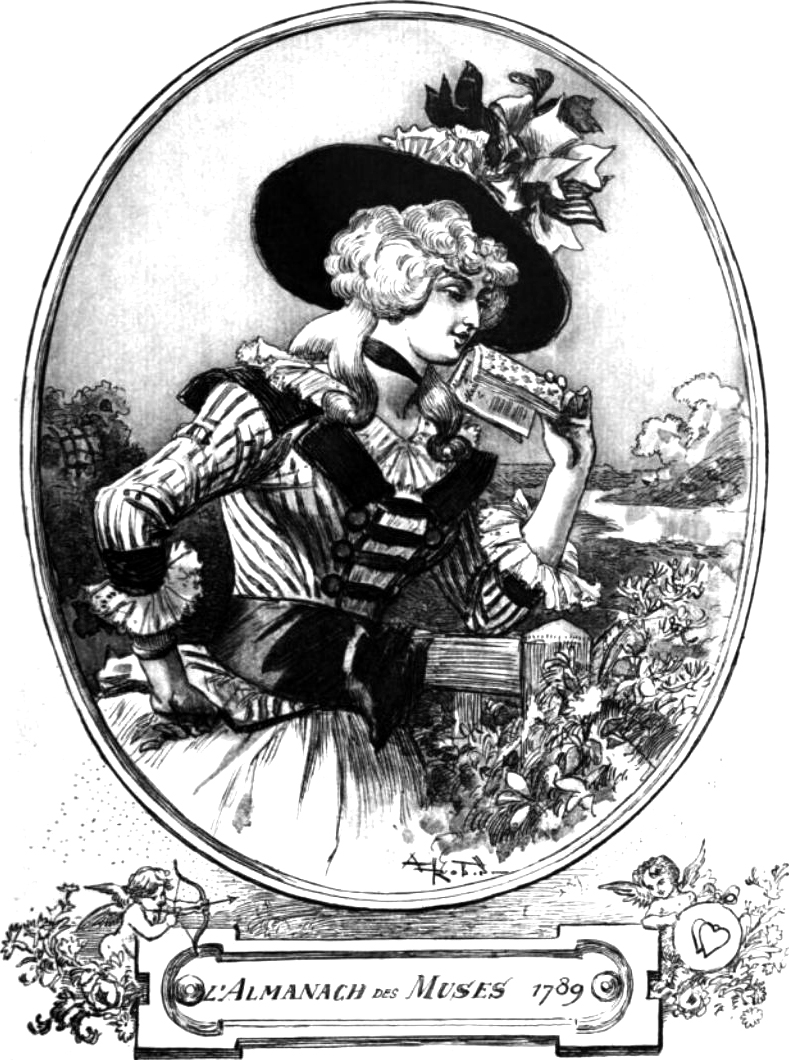
Première page de l'Almanach des muses

- Éloge de Charles V, roi de France, Genève, 1767
- Le Petit Chansonnier françois, ou, Choix des meilleures chansons, sur des airs connus, Genève ; Paris, Veuve Duchesne, 1780, 3 vol. lire en ligne sur Gallica
- Nouveau Siècle de Louis XIV, ou Poésies-anecdotes du règne et de la cour de ce prince ; avec notes historiques et des éclairicissemens, Paris, F. Buisson, 1793
- Nouvelle Anthologie Françoise ou Choix des Épigrammes & Madrigaux de tous les Poètes François depuis Marot jusqu'à ce jour, Paris, Delalain, 1769
- Nouvelle bibliothèque de société, contenant des faits intéressans, des mélanges de littérature & de morale, des variétés historiques, un choix de bons mots, des poésies fugitives, des contes en vers & en prose, &c...., Londres [etc.] Delalain l'aîné, 1782
- Pièces échapées aux XVI premiers Almanachs des muses, Paris, Ve. Duchêne, 1781
- Poésies satyriques du dix-huitième siècle, Londres [i.e. Paris, Cazin], 1782
- Recueil des meilleurs contes en vers (Perrault, Sénécé, Voltaire, Grécourt, etc.), gravures d'Emmanuel De Ghendt d'après Clément-Pierre Marillier, Genève et Paris, Delalain, 1774 et 1784
- Recueil des meilleurs contes en vers, Genève : [s.n.], 1774-1784
- Réflexions d’un homme de lettres, à un de ses amis retiré en province, sur la tragédie du Comte de Warvik, Paris, Dans un caffé. 1763
- Tablettes d'un Curieux, ou Variétés Historiques, Littéraires et Morales, Bruxelles, Dujardin ; Paris, Defer de Maisonneuve, 1789. Il s’agit de textes philosophiques, historiques et littéraires, parus sous forme de brochures, de feuilles volantes ou insérés dans des journaux, que Sautreau de Marsy jugeait dignes d’être conservés.

## Source
- Gustave Vapereau, Dictionnaire universel des littératures, Paris, Hachette, 1876, p. 1347.